# Höherer Kommunalverband
Als Höherer Kommunalverband (HKV) wird in Deutschland jene kommunale Zusammenarbeit oberhalb der Landkreisebene bezeichnet, die nicht – wie etwa bei Zweckverbänden oder Vereinen – durch die betroffenen Kommunen selbst vereinbart, sondern durch den Gesetzgeber festgelegt wurde. Es handelt sich um regionale Organisationen, die zwar von den Ländern per Gesetz gegründet wurden, jedoch grundsätzlich der Selbstverwaltung unter Einbezug ihrer Mitgliedskommunen unterliegen. Höhere Kommunalverbände haben die Rechtsform einer Körperschaft des öffentlichen Rechts.
Historische Beispiele sind die Provinzialverbände in Preußen.
| Land | Name                                                      | Aufgaben | Rechtsgrundlage                                                                  |
| ---- | --------------------------------------------------------- | --- | -------------------------------------------------------------------------------- |
| BW   | Kommunalverband für Jugend und Soziales Baden-Württemberg | Sozialwesen, Fortbildung und Forschung                                                                      | Gesetz über den Kommunalverband für Jugend und Soziales Baden-Württemberg        |
| BY   | Bayerischer Bezirketag                                    | dritte kommunale Ebene in Bayern                                                                            | Bezirksordnung für den Freistaat Bayern                                          |
| BY   | Bezirk Oberbayern                                         | dritte kommunale Ebene in Bayern                                                                            | Bezirksordnung für den Freistaat Bayern                                          |
| BY   | Bezirk Niederbayern                                       | dritte kommunale Ebene in Bayern                                                                            | Bezirksordnung für den Freistaat Bayern                                          |
| BY   | Bezirk Oberpfalz                                          | dritte kommunale Ebene in Bayern                                                                            | Bezirksordnung für den Freistaat Bayern                                          |
| BY   | Bezirk Oberfranken                                        | dritte kommunale Ebene in Bayern                                                                            | Bezirksordnung für den Freistaat Bayern                                          |
| BY   | Bezirk Mittelfranken                                      | dritte kommunale Ebene in Bayern                                                                            | Bezirksordnung für den Freistaat Bayern                                          |
| BY   | Bezirk Unterfranken                                       | dritte kommunale Ebene in Bayern                                                                            | Bezirksordnung für den Freistaat Bayern                                          |
| BY   | Bezirk Schwaben                                           | dritte kommunale Ebene in Bayern                                                                            | Bezirksordnung für den Freistaat Bayern                                          |
| HE   | Landeswohlfahrtsverband Hessen                            | Sozialwesen, Schulträger                                                                                    | Gesetz über den Landeswohlfahrtsverband Hessen                                   |
| MV   | Kommunaler Sozialverband Mecklenburg-Vorpommern           | Sozialhilfeträger                                                                                           | Gesetz über die Errichtung des Kommunalen Sozialverbandes Mecklenburg-Vorpommern |
| NI   | Ostfriesische Landschaft                                  | Kultur-, Bildungs- und Wissenschaftsförderung                                                               | § 72 Niedersächsische Verfassung (umstritten)                                    |
| NI   | Oldenburgische Landschaft                                 | Kultur-, Bildungs- und Wissenschaftsförderung, Naturschutz                                                  | Gesetz über die Oldenburgische Landschaft                                        |
| NW   | Landschaftsverband Rheinland                              | Kultur-, Bildungs- und Wissenschaftsförderung                                                               | Landschaftsverbandsordnung für das Land Nordrhein-Westfalen                      |
| NW   | Landschaftsverband Westfalen-Lippe                        | Kultur-, Bildungs- und Wissenschaftsförderung                                                               | Landschaftsverbandsordnung für das Land Nordrhein-Westfalen                      |
| NW   | Regionalverband Ruhr                                      | Tourismus, Kulturförderung, Wirtschaftsförderung, Infrastrukturbetrieb, Umweltschutz                        | Gesetz über den Regionalverband Ruhr                                             |
| NW   | Landesverband Lippe                                       | Forst- und Landwirtschaft, Naturschutz, Denkmalschutz, Gesundheitswesen, Kultur- und Wissenschaftsförderung | Gesetz über den Landesverband Lippe                                              |
| RP   | Bezirksverband Pfalz                                      | Kultur-, Bildungs- und Wissenschaftsförderung, Sozialwesen, Gesundheitswesen, Umwelt- und Verbraucherschutz | Bezirksordnung für den Bezirksverband Pfalz                                      |
| SN   | Kommunaler Sozialverband Sachsen                          | Sozialhilfeträger                                                                                           | Gesetz über den Kommunalen Sozialverband Sachsen                                 |

## Zusammenarbeit
Einige Verbände haben sich 1964 zur Bundesarbeitsgemeinschaft der Höheren Kommunalverbände (BAG HKV) zusammengeschlossen. Vorsitzender der BAG HKV ist seit dem 1. Mai 2024 der Direktor des Landschaftsverbandes Westfalen-Lippe (LWL), Georg Lunemann. Die Geschäftsstelle der BAG HKV ist beim LWL angesiedelt.